# MÁVAG 40/43M 105 mm
El MÁVAG 40/43M 105 mm era un obús húngaro empleado en la Segunda Guerra Mundial.

## Historia y desarrollo
Fue diseñado y producido por MÁVAG para el Real Ejército Húngaro. Era un diseño convencional tirado por caballos, con armón de caja y un freno de boca. Se estima que solamente se produjeron 72 unidades entre 1940 y 1945, la mayoría siendo empleadas como armamento principal del cañón de asalto 43M Zrínyi.